# Sobre veritat i mentida en sentit extramoral
Sobre veritat i mentida en sentit extramoral (en alemany: Über Wahrheit und Lüge im außermoralischen Sinn) és un assaig filosòfic de Friedrich Nietzsche. Va ser escrit el 1873, un any després d'El naixement de la tragèdia, tot i que va ser publicat per la seva germana Elisabeth el 1896 quan Nietzsche ja estava en estat catatònic.

## Resum
L'assaig de Nietzsche proporciona un relat (i, per tant, una crítica) de les consideracions contemporànies de la veritat i els conceptes. Aquestes consideracions, argumenta Nietzsche, van sorgir de l'establiment mateix d'una llengua:
| « | Totes les paraules es converteixen immediatament en un concepte, en la mesura que no es pretengui servir de recordatori de l'experiència original única i totalment individualitzada a la qual deu el seu naixement, però, al mateix temps, s'ha d'ajustar a innombrables, més o menys similars, casos —que vol dir, estrictament parlant, mai no iguals— en altres paraules, molts casos desiguals. Tots els conceptes s’originen a través de la nostra equiparació del que és desigual. | » |

Segons Paul F. Glenn, Nietzsche defensa que «els conceptes són metàfores que no es corresponen amb la realitat». Malgrat que tots els conceptes són metàfores inventades pels humans (creades per un acord comú per a facilitar la comunicació), escriu Nietzsche, els éssers humans obliden aquest fet després d'inventar-los i arriben a creure que són «veritables» i corresponen a la realitat. Així, Nietzsche argumenta que la «veritat» és en realitat:
| « | Un exèrcit mòbil de metàfores, metonímies i antropomorfismes, en resum, una suma de relacions humanes que s'han millorat, transposat i embellit poèticament i retòrica i que després d'un llarg ús semblen fermes, canòniques i obligatòries per a un poble. Les veritats són il·lusions sobre les quals s'ha oblidat que això és el que són: metàfores desgastades i sense poder sensual, monedes que han perdut les seves imatges i que ara només importen com a metall, ja no com a monedes. | » |

Aquestes idees sobre la veritat i la seva relació amb el llenguatge humà han estat particularment influents entre els filòsofs postmoderns i Sobre veritat i mentida en sentit extramoral és una de les obres responsables de la reputació de Nietzsche (encara que controvertible) de «padrí del postmodernisme».

## Influència

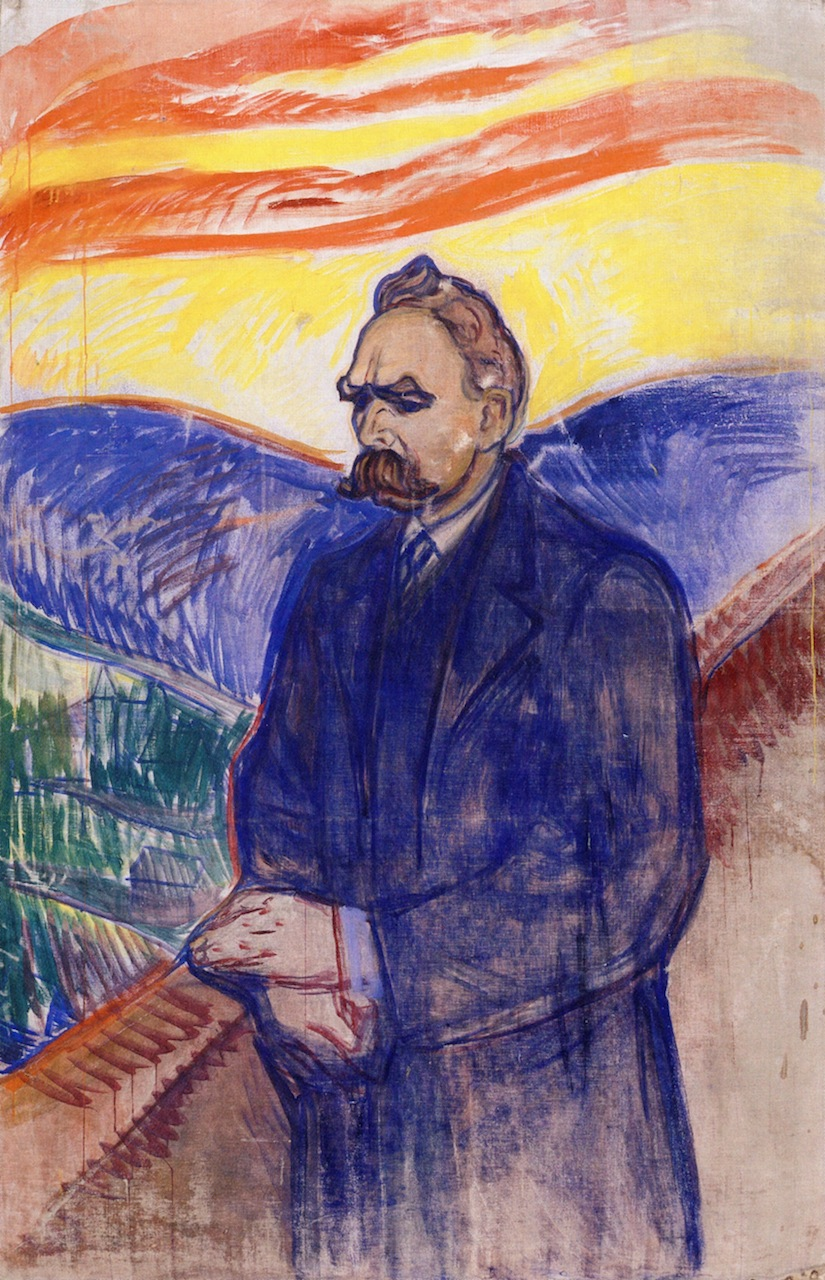
Retrat de Nietzsche realitzat per Edvard Munch

Sobre veritat i mentida en sentit extramoral és l'única obra en què Nietzsche tracta l'origen del llenguatge i la seva rellevància per al coneixement humà del jo i del món. El filòsof austríac del llenguatge Fritz Mauthner (1849-1923) va ser el primer a reconèixer la importància de la crítica del llenguatge de Nietzsche.
El filòsof Michael Pfister assenyala que aquest escrit no fa obsolet el terme «veritat». D'altra banda, la desconfiança sempre és adequada quan s'emfatitza la factualitat i la inevitabilitat del coneixement científic o es presenta una determinada política que no té alternativa o com a única alternativa. En aquest context, Pfister fa referència a La genealogia de la moral de Nietzsche i veu l'autor com el precursor del filòsof Michel Foucault, el fundador de l'anàlisi del discurs.

## Traducció al català
- Nietzsche, Friedrich Wilhelm. Sobre veritat i mentida en sentit extramoral. Sobre Teognis de Mègara. Girona: Edicions de la Ela Geminada, 2011. ISBN 978-84-938587-2-8.